# Xian de Dulan
Le xian de Dulan (都兰县 ; pinyin : Dūlán Xiàn, tibétain : ཏུའུ་ལན་རྫོང, Wylie : tu'u lan rdzong) est un district administratif de la province du Qinghai en Chine. Il est placé sous la juridiction de la préfecture autonome mongole et tibétaine de Haixi.

## Démographie
La population du district était de 53 329 habitants en 1999.

## Patrimoine
Tombeaux de Reshui (chinois : 热水墓群), des tombeaux vieux de 1300 ans, datant de la dynastie Tang. Ils sont classés sur la liste des sites historiques et culturels majeurs protégés au niveau national (Qinghai).